# Sabrina Stultiens
Sabrina Stultiens (Helmond, 8 luglio 1993) è una ciclista su strada e ciclocrossista olandese che corre per il VolkerWessels Women's Pro Cycling Team. Attiva in formazioni UCI dal 2012, nel 2014 ha vinto il titolo europeo Under-23 in linea e nel 2017 il titolo mondiale della cronometro a squadre con il Team Sunweb.

## Palmarès

### Strada
- 2014 (Rabo-Liv Women Cycling Team, una vittoria)

Campionati europei, Prova in linea Under-23 (con la Nazionale olandese)
- 2018 (WaowDeals Pro Cycling, una vittoria)

1ª tappa Emakumeen Bira (Legazpi > Legazpi)

#### Altri successi
- 2013 (Rabo Women Cycling Team)

Classifica giovani Emakumeen Bira
- 2014 (Rabo-Liv Women Cycling Team)

Classifica giovani Route de France féminine
- 2015 (Team Liv-Plantur)

Classifica giovani Auensteiner-Radsporttage
- 2017 (Team Sunweb)

Campionati del mondo, cronosquadre
- 2024 (VolkerWessels Women's Pro Cycling Team)

Omloop der Zevenheuvelen

### Cross
- 2010-2011 (Juniores)

Campionati olandesi, Junior
- 2014-2015

Campionati europei di ciclocross, Under-23
Zilvermeercross (Mol)
Cyclocross Leuven (Lovanio)

## Piazzamenti

### Grandi Giri
- Giro d'Italia

2013: ritirata (6ª tappa)
2015: 19ª
2017: 11ª
2018: 12ª
2020: 57ª
2021: 42ª
- Tour de France

2022: 86ª
- Vuelta a España

2024: non partita (3ª tappa)

### Competizioni mondiali
- Campionati del mondo su strada

Ponferrada 2014 - In linea Elite: 56ª
Bergen 2017 - Cronosquadre: vincitrice
- Campionati del mondo gravel

Veneto 2023: 15ª
- Campionati del mondo di ciclocross

St. Wendel 2011 - Elite: 18ª
Koksijde 2012 - Elite: 12ª
Louisville 2013 - Elite: 8ª
Hoogerheide 2014 - Elite: 18ª
Tabor 2015 - Elite: 15ª
Heusden-Zolder 2016 - Elite: 6ª

### Competizioni continentali
- Campionati europei su strada

Ankara 2010 - In linea Junior: 11ª
Olomouc 2013 - Cronometro Under-23: 28ª
Olomouc 2013 - In linea Under-23: 12ª
Nyon 2014 - In linea Under-23: vincitrice
Tartu 2015 - Cronometro Under-23: 6ª
Tartu 2015 - In linea Under-23: 29ª
Glasgow 2018 - In linea Elite: 51ª
- Campionati europei gravel

Oud-Heverlee 2023: 12ª
- Campionati europei di ciclocross

Francoforte sul Meno 2010 - Elite: 12ª
Lucca 2011 - Elite: 7ª
Mladá Boleslav 2013 - Under-23: 2ª
Lorsch 2014 - Under-23: vincitrice